# Ralf Gothóni
Ralf Georg Nils Gothóni (né à Rauma, le 2 mai 1946) est un pianiste et chef d'orchestre finlandais. Il est également musicien de chambre, enseignant, compositeur et écrivain. Outre sa carrière de concertiste dans le monde entier, il a déjà produit quelque cent enregistrements pour les grands labels et dirige souvent à partir du clavier.

## Biographie
Né à Rauma en Finlande, Ralf Gothóni étudie le piano dès l'âge de cinq ans, d'abord avec Tapani Valsta puis plus tard avec Ervin László. Gothóni mentionne  Sviatoslav Richter et Arthur Rubinstein comme étant ses modèles. Il fait ses débuts avec orchestre à quinze ans.
Une des premières dates remarquables de la carrière de Gothoni a lieu lors de la Schubertiade 1977 à Helsinki : quarante chanteurs finlandais ont interprété environ 450 lieder de Franz Schubert. Gothóni s'est produit comme pianiste accompagnateur de lieder de chanteurs tels Jorma Hynninen, Martti Talvela, Arleen Augér, Edith Mathis, Anne Sofie von Otter, Ileana Cotrubas, Peter Schreier et Barbara Hendricks jusqu'au milieu des années 1990 ; depuis il s'est concentré sur le répertoire soliste, la musique de chambre et la direction d'orchestre.
De 1984 à 1987, Gothóni est le directeur artistique du Festival d'opéra de Savonlinna. En 1996, il crée le Festival de musique de la ville interdite de Pékin et en 2004, le « Pont musical Égypte–Finlande ». Entre 1996 et 2000, il est professeur de musique de chambre à la Hochschule für Musik Hanns Eisler de Berlin, de 1992 à 2007, à l'Académie Sibelius d'Helsinki, de 1986 à 1996 à la Hochschule für Musik de Hambourg et depuis 2006 à l'Instituto International da Camara, Reina Sofia de Madrid. Gothóni contribue significativement dans l'éducation des jeunes musiciens à travers l'Académie de musique de Savonlinna dont il a été le directeur artistique. Entre 2000 et 2009, il est le chef d'orchestre principal de l'English Chamber Orchestra. Et depuis 2004, chef invité de la Deutsche Kammerakademie. En 2008, il est un des membres du jury du concours international de piano Sviatoslav Richter et en 2012 du Concours international de piano de Paloma O'Shea.
De 2002 à 2006 Gothóni est le directeur musical du Northwest Chamber Orchestra de Seattle. Sa première apparition avec l'orchestre fut tant acclamée qu'elle a conduit à sa nomination à Seattle. Il démissionne en 2006, dans un contexte de pression financière pour l'orchestre, qui a été dissous plus tard.

## Prix et distinctions
Gothóni est décoré de l'Ordre du Lion de Finlande en 1990 et du Gilmore Artist Award en 1994. En 2012, il a reçu le prix de l'École de musique Reine-Sophie en Espagne. Dans le domaine de l'enregistrement, il a participé a de nombreux projets, notamment pour les labels BIS, Decca, Deutsche Grammophon, EMI, CPO et Ondine, dans des œuvres de Benjamin Britten (Concerto pour piano), Heitor Villa-Lobos (Choros XI) et les premier et second concertos pour piano d'Einojuhani Rautavaara. Parmi ses livres on trouve Luova hetki (Le moment créatif, 1998) et parmi ses compositions, trois opéras de chambre et la cantate L'Ox et son berger.
Gothóni est marié avec la violoniste Elina Vähälä.

## Compositions
Vocal
- Eine merkwürdige Nachricht von einem anderen Stern [Un étrange message d'une autre planète], opéras de chambre sur un livret d'Hermann Hesse (en allemand). Durée : 60 minutes.
- Le chien, opéras de chambre sur un livret de Thomas Wulff (en suédois). Durée : 57 minutes.
- Aurinko hiekassa, opéras de chambre sur un livret de Viivi Luik (en finnois). Durée : 56 minutes.
- L'Ox et son berger, Cantate de chambre Zen-Erzählung von alten China. Sopran, Bariton, Violine, Viola, 2 Cellos, Klavier. Durée : 60 minutes.
- Cycle de lieder Peregrina (poèmes de Mörike) pour baryton, alto et piano. Durée 26 minutes.
- Cycle de lieder Morgue (poème de G. Benn) pour soprano ou ténor et piano. Durée : 10 minutes.
- 4 Lieder (poèmes de Heine) pour soprano ou ténor et piano. Durée : 10 minutes.
- Italienisches Liederbuch, d'Hugo Wolf. Arrangement pour deux voix et orchestre de chambre. Durée : 70 minutes.
- 5 Finnische Volkslieder (arrangement) pour soprano ou mezzo-soprano ou ténor/baryton et piano. Durée : 10 minutes.

Chambre
- Concerto Grosso L'Ox et son berger, pour violon, piano et orchestre de chambre. Durée 58 minutes.
- Trio Peregrina pour alto, clarinette et piano. Durée 24 minutes
- Forbidden Scherzo pour quatuor à cordes. Durée 8 minutes.